# Don't Bother
«Don't Bother» (укр. «Не турбуйся») — перший сингл колумбійської співачки Шакіри з альбому «Oral Fixation Vol. 2», що вийшов 2005 року на лейблі Epic.

## Відеокліп
Кліп, спродюсований Хауме да Лаїгуана (ісп. Jaume de Laiguana), дебютував на MTV 27 жовтня. У відео показано, як бойфренд Шакіри повертається додому рано вранці та лягає спати поруч з нею. Поки він спить, вона бере ключі від його машини і везе її на звалище. Там вона починає ламати машину, використовуючи вуду: все що вона робить з машиною, відбувається і з її хлопцем.
Відео до «Don't Bother» є одним з найчуттєвіших кліпів Шакіри поряд з «La Tortura». Її бойфренд протягом усього відео без сорочки, вона з ним показана в душі з глибоким декольте.
Автомобіль, зруйнований у кліпі, — Ford Shelby Mustang, побудований, щоб бути схожим на аналог з фільму «Вкрасти за 60 секунд». Рожева гітара, на якій грає Шакіра, була спеціально зроблена «Hamer Guitars» для кліпу.
Відео можна побачити на DVD Oral Fixation Volumes 1 & 2.

## Список композицій
Велика Британія / Європа CD-сингл
1. «Don't Bother» — 4:16
2. «No» — 4:45

Німеччина CD-сингл
1. «Don't Bother» — 4:16
2. «No» — 4:45
3. «Don't Bother» (Jrsnchz Main Mix) — 5:33
4. «No» (Video)

## Чарти
| Чарт                                | Найвища позиція |
| ----------------------------------- | --------------- |
| Австралія (ARIA)                    | 30              |
| Австрія (Ö3 Austria Top 75)         | 6               |
| Бельгія (Ultratop 50 Flanders)      | 28              |
| Бельгія (Ultratop 40 Wallonia)      | 32              |
| Чехія (IFPI)                        | 7               |
| Данія (Tracklisten)                 | 14              |
| Фінляндія (Suomen virallinen lista) | 4               |
| Франція (SNEP)                      | 24              |
| Німеччина (Media Control Charts)    | 7               |
| Угорщина (Rádiós Top 40)            | 6               |
| Угорщина (Single Top 10)            | 5               |
| Італія (FIMI)                       | 8               |
| Нідерланди (Mega Single Top 100)    | 15              |
| Ірландія (IRMA)                     | 13              |
| Швеція (Sverigetopplistan)          | 28              |
| Швейцарія (Media Control Charts)    | 8               |
| Велика Британія (UK Singles Chart)  | 9               |
| США (Hot 100)                       | 42              |
| США (Pop Songs)                     | 25              |